# Каролинский жнец
«Кароли́нский жнец» (англ. Carolina Reaper) — сорт перца чили из рода Капсикум. В августе 2013 года был занесён в книгу рекордов Гиннесса как самый острый перец в мире.
Сорт был выведен садоводом Эдом Карри, владельцем компании PuckerButt Pepper (Форт-Милл, Южная Каролина, США). Жгучесть данного вида колеблется между 1,15 млн и 2,2 млн единиц по шкале жгучести Сковилла. Средняя величина жгучести составляет 1,57 млн ЕШС. Согласно книге рекордов Гиннесса, был самым острым перцем чили в мире с 2013 по 2023 год, прежде чем его превзошёл Pepper X, также выведенный Карри; предыдущий рекорд принадлежал сорту «Trinidad Scorpion Moruga Blend».
Извлечённый из перца капсаицин употребляют в медицинских целях, он используется также для производства слезоточивых газов.
Интерес к употреблению плодов этого сорта распространён среди смельчаков, которые из года в год пытаются побить рекорд по скорости поедания данного перца. Мировой рекорд от 24 апреля 2016 года принадлежит американцу Уэйну Алдженио, которому удалось съесть 22 плода (119 г) за 60 секунд.